# Сонгкхон

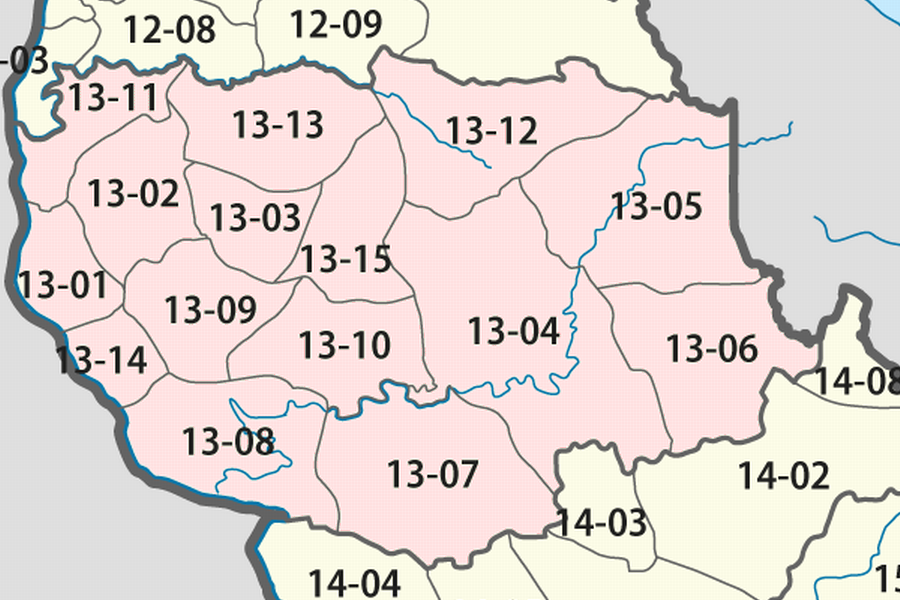
Число 13-08

Сонгкхон — один з районів (лаос. ເມືອງ муанг) провінції Саваннакхет, Лаос.